# Wyższa Szkoła Techniczno-Ekonomiczna w Warszawie
Wyższa Szkoła Techniczno-Ekonomiczna w Warszawie – uczelnia niepubliczna założona w 2001 roku, mieści się na terenie Instytutu Łączności. WSTE założyła i prowadzi grupa profesorów i doktorów habilitowanych z Politechniki Warszawskiej, Szkoły Głównej Handlowej, Uniwersytetu Warszawskiego, a także Instytutu Łączności. W celach dydaktycznych poza własną bazą dydaktyczną wykorzystuje urządzenia Instytutu Łączności z zakresu teleinformatyki. Od 2011 roku należy do Konsorcjum Futurus.

## Kierunki
- Informatyka
w telekomunikacji
w administracji
- Stosunki międzynarodowe

Na obu kierunkach prowadzone są studia na odległość z wykorzystaniem internetu (e-learning).